# تاریخ گابن

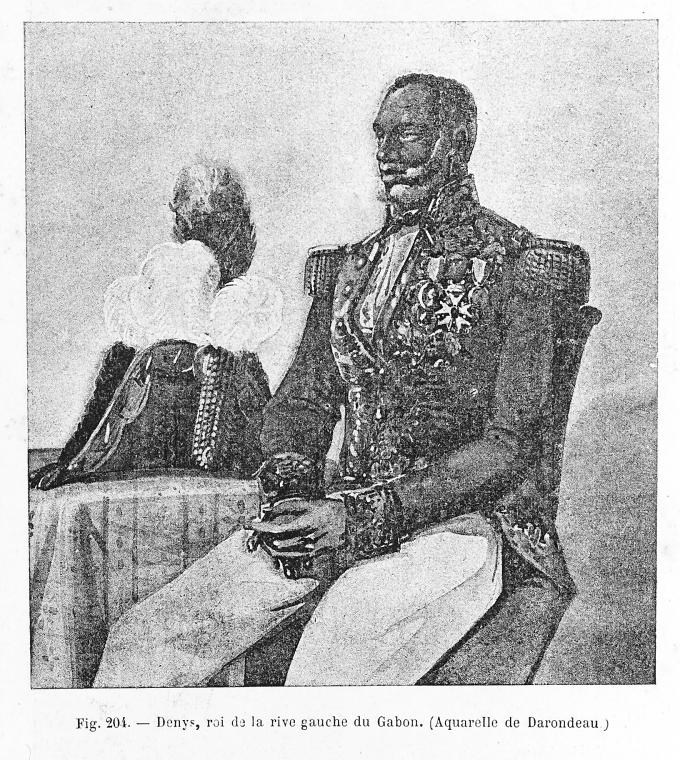
دنیس، پادشاه ساحل چپ گابن (آبرنگ اثر داروندو)، در ساحل غربی آفریقا

اطلاعات کمی از تاریخ گابن قبل از ورود اروپاییان به این کشور وجود دارد. مهاجران بانتو در آغاز سده چهاردهم در این منطقه ساکن شدند. کاشفان و بازرگانان پرتغالی در اواخر قرن پانزدهم وارد این منطقه شدند. متعاقباً این سواحل به مرکز تجارت برده ماوراء اقیانوس اطلس با تاجران برده اروپایی تبدیل شد که در قرن شانزدهم به این منطقه رسیدند. در سال‌های ۱۸۳۹ و ۱۸۴۱، فرانسه تحت الحمایه‌ای در آنجا تأسیس کرد. در ۱۸۶۲–۱۸۸۷، فرانسه کنترل خود را از جمله داخل کشور گسترش داد و حاکمیت کامل را به دست گرفت. در سال ۱۹۱۰ گابن بخشی از آفریقای استوایی فرانسه شد و در سال ۱۹۶۰ گابن مستقل گردید.
در زمان استقلال گابن، دو حزب سیاسی اصلی وجود داشت: بلوک دموکراتیک گابن (BDG) به رهبری لئون امبا، و اتحادیه دموکراتیک و اجتماعی گابن (UDSG) به رهبری ژان هیلر اوبام. در اولین انتخابات پس از استقلال که تحت نظام پارلمانی برگزار شد، هیچ‌یک از احزاب نتوانستند اکثریت را به دست آورد. رهبران متعاقباً با سیستم دو حزبی موافقت کردند و با یک لیست واحد از نامزدها وارد رقابت شدند. در انتخابات فوریه ۱۹۶۱ که بر اساس نظام جدید ریاست جمهوری برگزار شد، لئون امبا رئیس‌جمهور و اوبام وزیر امور خارجه شد. راه حل تک حزبی در سال ۱۹۶۳ از هم پاشید و یک کودتای یک روزه بدون خونریزی در سال ۱۹۶۴ رخ داد. در مارس ۱۹۶۷، لئون امبا و عمر بونگو به عنوان رئیس‌جمهور و معاون رئیس‌جمهور انتخاب شدند. لئون امبا اواخر همان سال درگذشت. بونگو گابن را یک کشور تک حزبی اعلام کرد، BDG را منحل کرد و حزب دموکراتیک گابن (PDG) را تأسیس کرد. اصلاحات سیاسی گسترده در سال ۱۹۹۰ منجر به قانون اساسی جدید شد و حزب PDG اکثریت زیادی را در اولین انتخابات چند حزبی کشور در ۳۰ سال اخیر به دست آورد. علیرغم نارضایتی احزاب مخالف، بونگو تا زمان مرگش در سال ۲۰۰۹ رئیس‌جمهور باقی ماند.
در زمان استقلال گابن در سال ۱۹۶۰، دو حزب سیاسی اصلی وجود داشت: بلوک دموکراتیک گابن (BDG) به رهبری لئون امبا، و اتحادیه دموکراتیک و اجتماعی گابن (UDSG) به رهبری ژان هیلر اوبام. در اولین انتخابات پس از استقلال که با نظام پارلمانی برگزار شد، هیچ‌یک از احزاب نتوانستند اکثریت را به دست آورند. BDG از سه نماینده از چهار نماینده مستقل قانونگذاری حمایت کرد و لئون امبا به عنوان نخست‌وزیر معرفی شد. بلافاصله پس از این که به این نتیجه رسیدند که گابن تعداد افراد کافی برای سیستم دو حزبی ندارد، رهبران دو حزب بر سر یک لیست واحد از نامزدها به توافق رسیدند. در انتخابات فوریه ۱۹۶۱ که بر اساس نظام جدید ریاست جمهوری برگزار شد، لئون امبا رئیس‌جمهور و اوبام وزیر امور خارجه شد.